# 外川三千雄
外川 三千雄（そとかわ みちお、1933年10月20日 - ）は、日本の政治家。元青森県平川市長（1期）。旧南津軽郡平賀町長（3期）。

## 来歴
青森県立柏木農業高等学校卒。平賀町役場に入り、助役を務める。1994年、平賀町長に就任。以来合併まで3期務める。2006年、平賀町は合併で平川市となり、合併後の市長選挙に立候補して、無投票で当選。市長は1期務め、2010年に退任した。